# Comuna Piskî, Bahmaci
Piskî (în ucraineană Піски) este o comună în raionul Bahmaci, regiunea Cernihiv, Ucraina, formată din satele Kulișove, Oleksiivka, Osînivka, Piskî (reședința), Varvarivka și Zaporizke.

## Demografie
Componența lingvistică a comunei Piskî
     Ucraineană (99,4%)
     Alte limbi (0,6%)
Conform recensământului din 2001, majoritatea populației comunei Piskî era vorbitoare de ucraineană (99,4%), existând în minoritate și vorbitori de alte limbi.